# 東洋ラン
東洋ラン（とうようラン）というのは、中国と日本で古来から珍重されたものに基づいた鑑賞基準の元で、栽培鑑賞されている数種のラン科植物に対する呼称である。古典園芸植物のうちでも重要な位置を占める。

## 含まれる種
東洋ランと呼ばれるのは、次のようなラン科植物を含む。
- 中国産のもの
  - 花を楽しむもの
    - チュウゴクシュンラン（中国春蘭）
    - イッケイキュウカ（一茎九華）

  - 葉を楽しむもの
    - 恵蘭（けいらん）
      - タイミンラン（大明蘭）
      - ホウサイラン（報歳蘭）
      - オラン（雄蘭）
      - メラン（雌蘭）
      - ソシンラン（素心蘭）

    - キンリョウヘン
- 日本産のもの
  - シュンラン（日本春蘭）
  - カンラン（寒蘭）
  - フウラン（富貴蘭）
  - セッコク（長生蘭）

この他に、近年は中国各地から多種多様なシュンラン・カンランの近縁種が輸入されるようになり、それらが東洋ランの1ジャンルとして、「中国奥地蘭」という総称で流通している。
東洋ランは漢字による名を与えられ、品種の名も漢字が使われる。
セッコクとフウラン以外はすべてシュンラン属であり、狭義の「東洋ラン」はそれら温帯産シンビデューム類をいう。しかしフウランやセッコクも、シュンラン属とは別に一つの分野を成す栽培歴史の古いランなので、それらも含めて東洋ランと呼ぶことがある。
西洋における蘭栽培が、人工交配による新品種の作出を中心に進み、洋ランと言われるジャンルを形成しているのとは対照的に、東洋ランの世界では、交配による品種の作出には否定的である。特に外国産のランとの人工交配種は、一般に東洋ランには含めない。原種の野生株の中からさまざまな個体変異を捜し求め、その中から独自の美意識に基づく美しさを見いだす傾向が強い。あるいは無為自然を求める老荘思想や禅的思想との関連が感じられる。
一般に、腰が高く、三本の足のついた専用の鉢で栽培される。用土は、鹿沼土など、粒が粗く多孔質で、有機物の量が少ない物を用いる例が多い。
富貴蘭と長生蘭は、着生植物であり、多くの場合、鉢にいれたミズゴケをドーム状に盛り上げた上に育てる。

## 鑑賞の基準
基本的には、中国春蘭が歴史が長く、宋代にすでに蘭の栽培について記述したものが知られている。鑑賞の基準や芸の名称もそこから流用されたものが多い。中国春蘭は日本のシュンランと同じく、根元から細長い葉が曲線を描いて伸び、春にその根元から花芽が出て、花茎の先端に一個だけの花をつける。
中国春蘭においては、花の形を鑑賞の中心にする。花色はヒスイの緑を理想としている。一般的に言えば、中心に向けてまとまり、調和の取れた花形のものを珍重する。実際には、理想とする花形として三つの型を置き、それに適合するものを銘品として取り上げる。その三つとは、以下の通り。
梅弁（ばいべん）
唇弁は小さくまとまり、副弁は寄り合って、先端部に塊状の構造（兜と呼ぶ）がある。外弁は丸く、短い。宋梅、西神梅など。
水仙弁（すいせんべん）
基本的には梅弁と同じで、外弁が細長く、のびのびとしたもの。龍字、翠一品など。
荷花弁（かかべん）
兜がなく、外弁副弁ともに幅広くて短く、唇弁を中心に抱え込むように咲くもの。大富貴、翠蓋など。
他に、八重咲きや唇弁側の外弁二枚の下側が唇弁状になる胡蝶咲きなどを奇種、唇弁が純白で花弁や花茎に赤い色が出ないものを素心（そしん）と呼んで重視する。
最も品種が多いのは梅弁であって、春蘭の美の標準と見なされている。元も有名な品種の1つである宋梅（そうばい）は、1700年代から栽培されているとも言われる。
一茎九花はより大型で、花茎は高く伸び、多数の花をつける。それぞれの花については、中国春蘭での分類を適用する。
恵蘭やキンリョウヘンなどは、むしろ葉に入る模様を楽しむ柄物として鑑賞される。日本へは奈良時代にすでに一部がもたらされたとの説もあり、平安、鎌倉以降も栽培の記録があるが、盛んになったのは、江戸時代、享保年間といわれる。
葉に出る芸としては葉に模様が出る斑入り、葉の表面の状態、葉の形の変化などがある。
斑入り葉は、多くの場合、通常の葉の一部が白くなったもので、葉緑素を失った細胞が交じったモザイクである。その斑の配置によって名前が変わる。
覆輪（ふくりん）
葉の周辺部が白くなるもの。最もよく現れるものである。
縞（しま）
葉脈に沿って何本かの縞が入るもの。
中斑（なかふ）
主脈に沿って、葉の中央部が白いもの。
虎斑（とらふ）
葉脈を横断するように斑が入るもの。
始めは模様がはっきりせず、葉が成長してから模様がはっきりするのを後冴えという。中には、葉が出た時は覆輪に見えるのに、成熟すると中斑になる、というように、模様が逆転する転覆芸というものもある。
葉の表面がでこぼこになると、表面の光り方が複雑になり、羅紗地などと称してよいものと見なす。さらに、葉脈に沿って明瞭な陵状の突起が出るものを竜と言う。

## 日本での展開
中国の東洋ランはそのまま日本に持ち込まれ、長く栽培されてきた。その一方で、日本でも似たような花を探すことが行われ、その結果、日本春蘭と寒蘭が、日本における東洋蘭として独自の分野を形成するに至った。
日本春蘭は本来の花色が緑であり、花形も比較的整った物が多い。また、兜が出ることが少ないため、中国春蘭の基準がそのままに当てはめられることはあまりなく、むしろ色変わり品、赤花や黄花、あるいは蝶咲きなどが多く集められた。しかし、その中では花びらが丸く、中心に向かってまとまるなど、中国春蘭における美の基準が適用され、そのようなものがより優れているとされる。
また、葉芸品も多数命名されている。
寒蘭は、より背が高く、花茎も高く伸び、多数の花をつけるが、花の形は春蘭系とは随分異なっている。花びらが細く、先端がとがっているので、春蘭のような花形が全く期待できないのである。その代わりに、花色に変化が多く、やはり赤花、黄花、白花などの色に興味が集まる。しかし、やはり副弁が寄り添い、外弁が調和の取れた配置になるものが喜ばれる。
長生蘭と富貴蘭はその大部分が柄物であり、葉芸品である。特に葉や茎が短くなり、厚くなったものが喜ばれる傾向がある。芸や柄の名称は、むしろ万年青（オモト）における名称が流用されている。なお、この二者については、中国からの東洋ランの流れとは異なった歴史を持つことから、東洋ランに含めるべきではないとの考えもある。

## 周辺事情
日本における古典園芸植物は、特に大正時代頃から、成金趣味とかかわりが深く、かねてより投機の対象となることが多かった。そのためはやり廃りに応じて価格の上下が激しく、カンランなどは最高値の時期には一鉢100万を軽く越えるものが、現在では数千円で購入できる例もある。
また、東洋ランでは自生株から品種を選び出すため、新品種は野外に求める。これが乱穫を生む。日本春蘭は分布も広く、個体数も多いので目だった減少は見られない。しかし、カンランは、日本本土では本州南岸の一部地域から九州にかけてしか見られない。しかも、栽培がやや難しく、単に寒蘭であるというだけでよい値がつき、もし赤花でも咲けば大もうけという状況が生じ、その結果、ほとんど他に例を見ないような乱穫が行われた。その昔は花の香りを頼りに寒蘭取りができたというが、そう時間がかからぬうちに、地面に顔を近づけて数枚の葉を探すようになった。有名な品種の出た坪（寒蘭の生育ポイントをこう呼ぶ）では、現在でも新しい株を探している人がいるが、そういう場合、土をスコップで掘り、篩にかけて小さな地下茎を拾い出す。特に、土佐寒蘭の名品を多数出したことで有名な西谷では、ある時期は小学生総動員で、横一列に並び、目の前を探しながら前進し、あらゆる場所で土を篩にかけるほどの乱獲が行われ、山容が変わったと表する人がいるほどである。現在、日本の野外で数枚以上の葉をもつ寒蘭を見ることは不可能に近い。いまだに絶滅していないのが不思議なくらいである。
現在では大部分の東洋ランで、いわゆる洋ランと同様に、選別個体同士を人工交配し、種子を無菌培養して優れた個体を作出することが可能になった。また、特定個体を生長点培養などにより量産する技術も開発されている。かつて、これらの技術は東洋ランの販売業界を崩壊させ、古典品種の維持体制を危うくするとして、否定的に語られる傾向があった。しかし近年では人工交配個体が数多く流通するようになり、自然界ではありえないような観賞価値の高い品種も作出されはじめたことから現状追認の形で容認されるようになってきている。
一方で野生採取個体でなければ希少価値はない、として人工増殖の進んでいない中国産のカンラン近縁種を主力商品にする業者や、人工交配個体を野生採取として販売する事例もある。希少価値と価格が評価基準にされている部分があり、骨董などと同様に投機対象としての一面があることは否定できない。